# Église de l'Assomption de Bikovo
Pour les articles homonymes, voir Église de l'Assomption.
L'église de l'Assomption de Bikovo (en serbe cyrillique : Салашарска црква посвеђена Узнесењу Богородице у Бикову ; en serbe latin : Salašarska crkva posveđena Uznesenju Bogorodice u Bikovu) est une église catholique située à Bikovo, sur le territoire de la ville de Subotica et dans le district de Bačka septentrionale, en Serbie. Elle est inscrite sur la liste des monuments culturels protégés de la république de Serbie (identifiant no SK 2082).